# Antepipona praeclara
Antepipona praeclara är en stekelart som beskrevs av Giordani Soika 1970. Antepipona praeclara ingår i släktet Antepipona och familjen Eumenidae. Inga underarter finns listade i Catalogue of Life.